# Promozione Veneto 1977-1978
Nella stagione 1977-1978 la Promozione era il quinto livello del calcio italiano (il massimo livello regionale). Qui vi sono le statistiche relative al campionato in Veneto.
Il campionato è strutturato in vari gironi all'italiana su base regionale, gestiti dai Comitati Regionali di competenza. Promozioni alla categoria superiore e retrocessioni in quella inferiore non erano sempre omogenee; erano quantificate all'inizio del campionato dal Comitato Regionale secondo le direttive stabilite dalla Lega Nazionale Dilettanti, ma flessibili, in relazione al numero delle società retrocesse dal Campionato Interregionale e perciò, a seconda delle varie situazioni regionali, la fine del campionato poteva avere degli spareggi sia di promozione che di retrocessione.

## Girone A

### Squadre partecipanti
| Club               | Città                    |
| ------------------ | ------------------------ |
| A.S.Arianese       | Ariano nel Polesine (RO) |
| S.C. Bardolino     | Bardolino (VR)           |
| U.S. Cerea         | Cerea (VR)               |
| A.C. Contarina     | Contarina (RO)           |
| A.C. Cornedo       | Cornedo Vicentino (VI)   |
| U.S. Lendinarese   | Lendinara (RO)           |
| U.S. Malo          | Malo (VI)                |
| U.S. Petrarca      | Padova (PD)              |
| Rovigo Calcio      | Rovigo (RO)              |
| A.C. S.A.B.A. Zanè | Zanè (VI)                |
| A.C. Sampietrese   | Castelnovo Bariano (RO)  |
| U.S. Sivam Bagnolo | Nogarole Rocca (VR)      |
| A.S. Sommacampagna | Sommacampagna (VR)       |
| U.S. Tagliolese    | Taglio di Po (RO)        |
| A.C. Thiene        | Thiene (VI)              |
| A.C. Trissino      | Trissino (VI)            |

### Classifica finale
|  | Pos. | Squadra       | Pt | G  | V  | N  | P  | GF | GS | DR  |
|  | ---- | ------------- | -- | -- | -- | -- | -- | -- | -- | --- |
|  | 1.   | Contarina     | 45 | 30 | 18 | 9  | 3  | 49 | 14 | +35 |
|  | 2.   | Sommacampagna | 42 | 30 | 14 | 14 | 2  | 43 | 21 | +22 |
|  | 3.   | Lendinarese   | 36 | 30 | 13 | 10 | 7  | 45 | 28 | +17 |
|  | 4.   | U.S. Malo     | 34 | 30 | 12 | 10 | 8  | 31 | 16 | +15 |
|  | 5.   | Bardolino     | 34 | 30 | 11 | 12 | 7  | 33 | 21 | +12 |
|  | 6.   | Rovigo        | 33 | 30 | 8  | 17 | 5  | 36 | 29 | +7  |
|  | 7.   | Trissino      | 32 | 30 | 10 | 12 | 8  | 33 | 30 | +3  |
|  | 8.   | Cerea         | 32 | 30 | 11 | 10 | 9  | 27 | 27 | 0   |
|  | 9.   | Petrarca      | 30 | 30 | 7  | 16 | 7  | 29 | 33 | -4  |
|  | 10.  | Thiene        | 29 | 30 | 8  | 13 | 9  | 30 | 31 | -1  |
|  | 11.  | Sampietrese   | 25 | 30 | 6  | 13 | 11 | 30 | 36 | -6  |
|  | 12.  | Cornedo       | 25 | 30 | 6  | 13 | 11 | 35 | 45 | -10 |
|  | 13.  | S.A.B.A. Zanè | 25 | 30 | 6  | 13 | 11 | 20 | 36 | -16 |
|  | 14.  | Tagliolese    | 24 | 30 | 5  | 14 | 11 | 21 | 35 | -14 |
|  | 15.  | Arianese      | 19 | 30 | 5  | 9  | 16 | 22 | 46 | -24 |
|  | 16.  | Sivam Bagnolo | 15 | 30 | 1  | 13 | 16 | 23 | 49 | -26 |

Verdetti

## Girone B

### Squadre partecipanti
| Club                 | Città                    |
| -------------------- | ------------------------ |
| A.C. Bassano Virtus  | Bassano del Grappa (VI)  |
| A.C. Caorle          | Caorle (VE)              |
| A.C. Fiesso d’Artico | Fiesso d'Artico (VE)     |
| G.S. Giorgione       | Castelfranco Veneto (TV) |
| A.C. Jesolo          | Jesolo (VE)              |
| A.C. La Marenese     | Mareno di Piave (TV)     |
| U.S. Miranese        | Mirano (VE)              |
| U.S. Muranese        | Murano (VE)              |
| U.S. Opitergina      | Oderzo (TV)              |
| A.C. Pellizzari      | Vedelago (TV)            |
| A.S. Pievigina       | Pieve di Soligo (TV)     |
| A.C. Portogruaro     | Portogruaro (VE)         |
| A.C. Pro Mogliano    | Mogliano Veneto (TV)     |
| U.S. Spalti          | Mestre (VE)              |
| A.C. Spinea          | Spinea (VE)              |
| U.S. Vittorio Veneto | Vittorio Veneto (TV)     |

### Classifica finale
|  | Pos. | Squadra         | Pt | G  | V  | N  | P  | GF | GS | DR  |
|  | ---- | --------------- | -- | -- | -- | -- | -- | -- | -- | --- |
|  | 1.   | Jesolo          | 41 | 30 | 14 | 13 | 3  | 42 | 25 | +17 |
|  | 2.   | Pro Mogliano    | 38 | 30 | 14 | 10 | 6  | 40 | 29 | +11 |
|  | 3.   | Portogruaro     | 36 | 30 | 14 | 8  | 8  | 37 | 29 | +8  |
|  | 4.   | Vittorio SMC    | 35 | 30 | 10 | 15 | 5  | 28 | 17 | +11 |
|  | 5.   | Pellizzari      | 31 | 30 | 10 | 11 | 9  | 34 | 30 | +4  |
|  | 6.   | Fiesso d'Artico | 31 | 30 | 10 | 11 | 9  | 27 | 29 | -2  |
|  | 7.   | Opitergina      | 30 | 30 | 9  | 12 | 9  | 18 | 25 | -7  |
|  | 8.   | Muranese        | 30 | 30 | 9  | 12 | 9  | 26 | 27 | -1  |
|  | 9.   | Miranese        | 29 | 30 | 10 | 9  | 11 | 36 | 31 | +5  |
|  | 10.  | Caorle          | 29 | 30 | 8  | 13 | 9  | 31 | 30 | +1  |
|  | 11.  | Pievigina       | 29 | 30 | 6  | 17 | 7  | 18 | 29 | -11 |
|  | 12.  | Giorgione       | 28 | 30 | 7  | 14 | 9  | 22 | 25 | -3  |
|  | 13.  | Spinea          | 27 | 30 | 6  | 15 | 9  | 19 | 25 | -6  |
|  | 14.  | La Marenese     | 27 | 30 | 7  | 13 | 10 | 38 | 43 | -5  |
|  | 15.  | Bassano Virtus  | 26 | 30 | 10 | 6  | 14 | 41 | 37 | +4  |
|  | 16.  | Spalti          | 13 | 30 | 2  | 9  | 19 | 18 | 44 | -26 |

Verdetti
- La Marenese è retrocessa in Prima Categoria per peggior differenza reti nei confronti dello Spinea.